# Hermann Friedrich Gräbe
Hermann Friedrich Gräbe (geboren 19. Juni 1900 in Gräfrath (heute Solingen); gestorben 17. April 1986 in San Francisco) war ein deutscher Widerstandskämpfer.

## Leben
Gräbe trat vermutlich Dezember 1931 oder Januar 1932 der NSDAP bei (Mitgliedsnummer 840.946). 1934 verließ er die Partei wieder. Ab 1941 arbeitete der gelernte Ingenieur als regionaler Manager einer Solinger Baufirma in der deutsch besetzten Ukraine. Er führte in Wolhynien „kriegswichtige Aufgaben“ durch und leitete für die Deutsche Reichsbahn Wartungs- und Neubauarbeiten an den Gleisanlagen. Dabei wurde er im Oktober 1942 in Dubno Zeuge einer von SS-Kommandos einer der Einsatzgruppen begangenen Mordaktion, bei der 3000 Menschen vor der Stadt erschossen wurden. Gräbe erlebte, wie SS-Leute mit Peitschen die Juden zwangen sich zu entkleiden. „Die Menschen hatten ohne Klagen und Bitten um Schonung von einander Abschied genommen“. Eltern versuchten noch ihre kleinen Kinder aufzumuntern. Dann wurden die Nackten gezwungen, vor einem SS-Mann mit Maschinenpistole über eine Treppe in eine Grube zu steigen, in der schon viele Tote oder Angeschossene lagen. Sie legten sich vor diese Menschen. Der SS-Mann erschoss sie mit seiner Maschinenpistole. Gräbe sah, wie die „Körper zuckten oder die Köpfe schon still auf den vor ihnen liegenden Körpern lagen.“ Gräbe berichtete nach dem Krieg amerikanischen Ermittlern von seinen schrecklichen Erlebnis. Seine Aussagen wurden als Dokumente in den Nürnberger Prozessen verwendet. Gräbe erlebte mehrere Massaker an der jüdischen Bevölkerung, auch in Rowno.
Dem überzeugten Nazi-Kritiker gelang es, Tausende von Juden mit gefälschten Papieren zu versorgen und offiziell als Arbeitskräfte auf seinen Baustellen zu beschäftigen. „Man kann nicht so viel Blutvergießen erleben und davon unberührt bleiben“, sagte er später. „Ich musste etwas unternehmen. Ich musste so viele Menschen beschützen, wie ich konnte.“
In den Wirren der letzten Kriegsmonate schaffte es Gräbe, seine Aufzeichnungen über die Mordtaten in den Westen zu retten. Sie ermöglichten es den Amerikanern, Massengräber in der Ukraine aufzuspüren und die Verantwortlichen auszumachen. Gräbe war Zeuge während der Nürnberger Kriegsverbrecherprozesse im Jahr 1946. Seine detaillierten Aussagen trugen entscheidend zur Verurteilung zahlreicher Täter bei, darunter der Gebietskommissar von Sodolbunow, Georg Marschall. Für Gräbe und seine Familie hatte das bittere Folgen. Sie erhielten Morddrohungen. Außerdem konnte der erfahrene Ingenieur und Unternehmer im Nachkriegsdeutschland keine Arbeit mehr finden. Niemand wollte mit dem „Vaterlandsverräter“ und „Nestbeschmutzer“ Geschäfte machen. 1948 wanderte Gräbe mit Frau und Sohn nach Kalifornien aus. 1953 nahm er die US-Staatsbürgerschaft an.

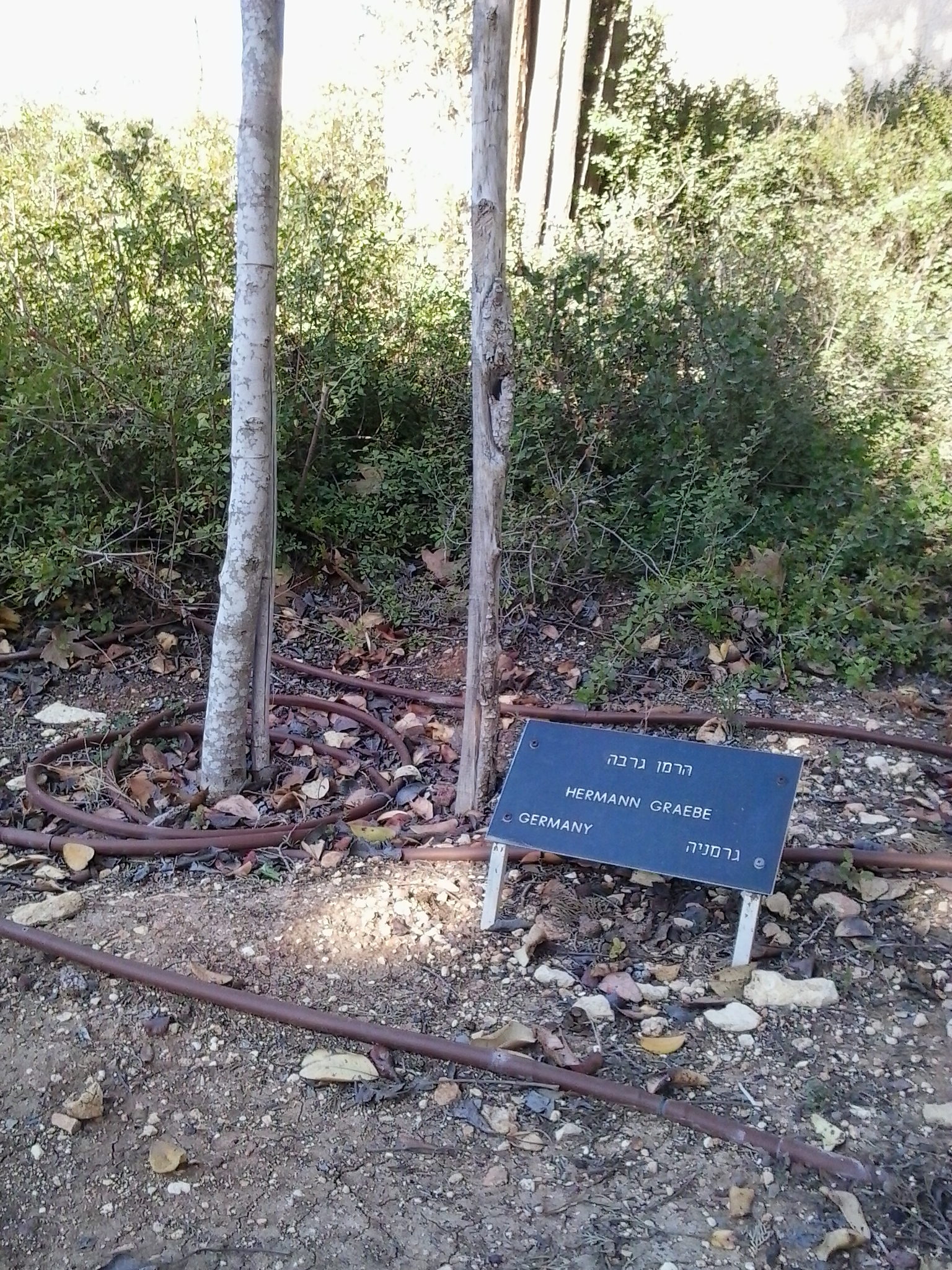
Hermann-Gräbe-Baum in Yad Vashem

Während Gräbe 1965 in Israel als einer der „Gerechten unter den Völkern“ in der Holocaust-Gedenkstätte Yad Vashem geehrt wurde, sah er sich in Deutschland erneut mit massiven Verleumdungen konfrontiert. Georg Marschall, einer der aufgrund von Gräbes Aussagen in Nürnberg verurteilten Nazitäter, ging 1966 in Revision. Sein Anwalt zog Gräbes Glaubwürdigkeit als Zeuge in Zweifel und erwirkte eine Anklage wegen Meineids gegen ihn. Auch wenn das Gericht ihm dabei lediglich teilweise folgte, ging die Taktik auf. Marschall wurde nur noch wegen Beihilfe an der Erhängung eines Juden zu fünf Jahren Gefängnis verurteilt. Gräbe dagegen, der auch im Auschwitz-Prozess ausgesagt hatte, durfte deutschen Boden nicht mehr betreten, da ihm die Verhaftung drohte. Der „Spiegel“ übernahm 1966 die falschen Beschuldigungen und prägte damit das Bild, das man sich in Deutschland vom „Lügner“ Gräbe machte.
Seine Rehabilitierung setzte erst in den 1990er Jahren ein. Gräbe sollte sie nicht mehr erleben. Er starb am 17. April 1986 in den USA. Wolfgang Thierse schreibt: „Einmal mehr offenbarte sich am Schicksal Gräbes, wie lange sich die deutsche Nachkriegsgesellschaft weigerte, sich ihrer Verantwortung zu stellen.“ Inzwischen trägt ein Solinger Jugendzentrum aufgrund eines Beschlusses sämtlicher Solinger Stadtratsfraktionen anlässlich Gräbes 100. Geburtstag seinen Namen. An seinem Geburtshaus im Solinger Stadtteil Gräfrath befindet sich eine Gedenktafel. Außerdem erhielt im Jahre 2016 eine Straße in einem Gräfrather Neubaugebiet den Namen Fritz-Gräbe-Straße.